# Maurice Servais
Maurice Ferdinand Joseph Servais (Thon-Samson, 22 september 1883 - Aken, 24 augustus 1961) was een Belgisch senator.

## Levensloop
Beroepshalve was Servais meester-drukker.
In 1926 werd hij verkozen tot gemeenteraadslid van Namen en werd in 1932 schepen.
Van 1921 tot 1936 was hij provincieraadslid voor de provincie Namen.
Van 1936 tot 1958 was hij katholiek/PSC-senator
- van 1936 tot 1946 als gekozen senator voor het arrondissement Namen,
- van 1946 tot 1958 als provinciaal senator.

Hij was daarnaast:
- voorzitter van de Union des Classes Moyennes de Namur (1929-1958),
- voorzitter van de Waalse sectie van het Christelijk Middenstandsverbond van België (1941-1946),
- voorzitter van de middelbare ambachtsschool van Namen,
- bestuurder van de Nationale Pensioenkas voor Middenstand en Beroepen (1956-1967).